# Медіафраншиза
Медіафраншиза (англ. media franchise) — сукупність медіа, пов'язаних спільними художніми елементами та торговою маркою, що є предметами інтелектуальної власності.
Медіафраншиза формується навколо певних брендів, часто персонажів, які фігурують у творах і продуктах. Часто основою такої франшизи слугує успішний фільм, літературний твір, телевізійна передача чи відеогра. Наприклад, відомі книги екранізуються, персонажі фільмів стають головними героями відеоігор, ідеї літературних творів отримують нове життя в телевізійних шоу-програмах або серіалах, створюються сувеніри з зображеннями персонажів.

## Організація
Медіафраншизи вибудовуються навколо брендів, якими слугують персонажі та/або обставини (вигаданий всесвіт). Їхній більш-менш незмінний образ складає центральну ідентичність франшизи. Це, наприклад, вигляд персонажів, умови їхнього життя, правила взаємодії одних персонажів з іншими, провідні наративи. Незалежно від того, про який конкретний твір ідеться, він містить цей образ і саме він визначає його належність до франшизи. Центральна ідентичність доповнюється розширеною ідентичністю, що дозволяє конкретизувати, інтерпретувати та проявляти абстрактні, але стабільні основні елементи. Вона проявляється в різноманітних медіа: книги, кіно, іграшки тощо.
Різні медіа можуть доповнювати одні інших, взаємно посилатися між собою, інтерпретувати центральну ідентичність франшизи з різних точок зору. Різні медіа в франшизі можуть охоплювати різну авдиторію. Наприклад, комікси в її складі призначатися для дорослих, а анімаційні фільмі — для дітей. Відповідно це дозволяє продавати товари більшій кількості людей і отримувати більші прибутки. Розпізнавання брендів медіафраншизи споживачами товарів стає легшим, коли бренд асоціюється з символом чи логотипом і викликає позитивні відчуття. Наприклад, супергерой Супермен міцно асоціюється з символом «S» на його грудях.
Найбільше прибутків, зазвичай, надходить не від оригінального медіа, а від мерчендайзу. Так, у франшизі «Покемон» 66 % прибутків надходить саме від нього, 19 % від відеоігор (оригінальних медіа, що дали початок франшизі), 11 % від колекційних карткових ігор, 1,6 % від коміксів і 2,4 % від фільмів і телебачення.

## Найбільші медіафраншизи
Найбільше виторгу станом на 2019 рік приносили такі медіафраншизи:
1. Покемон — $92,121 млрд
2. Hello Kitty — $80,026 млрд
3. Вінні-Пух — $75,034 млрд
4. Мікі Маус і друзі — $70,587 млрд
5. Зоряні війни — $65,631 млрд
6. Anpanman — $60,285 млрд
7. Діснеєвські принцеси — $45,187 млрд
8. Маріо — $36,143 млрд
9. Jump Comics — $34,117 млрд
10. Гаррі Поттер — $30,871 млрд
11. Кіновсесвіт Marvel — $29,128 млрд
12. Людина-павук — $27,078 млрд
13. Ґандам — $26,457 млрд
14. Бетмен — $26,448 млрд
15. Dragon Ball — $24,031 млрд
16. Барбі — $24,003 млрд
17. Кулак Полярної зорі — $21,818 млрд
18. Тачки — $21,794 млрд
19. Історія іграшок — $20,743 млрд
20. One Piece — $20,515 млрд
21. Володар перснів — $19,937 млрд
22. Джеймс Бонд — $19,900 млрд
23. Yu-Gi-Oh! — $19,848 млрд
24. Peanuts — $17,428 млрд
25. Трансформери — $17,220 млрд